# Mastacembelus moorii
Mastacembelus moorii és una espècie de peix pertanyent a la família dels mastacembèlids.

## Descripció
- Fa 44 cm de llargària màxima.
- Nombre de vèrtebres: 96.[3][4]

## Alimentació
És piscívor.

## Depredadors
És depredat per Plecodus straeleni.

## Hàbitat
És un peix d'aigua dolça, demersal i de clima tropical (25 °C-28 °C; 3°S-9°S).

## Distribució geogràfica
Es troba a Àfrica: és un endemisme del llac Tanganyika.

## Observacions
És inofensiu per als humans.